# 1月28日
1月28日（いちがつにじゅうはちにち）は、グレゴリオ暦で
年始から28日目に当たり、年末まであと337日（閏年では338日）ある。

## できごと

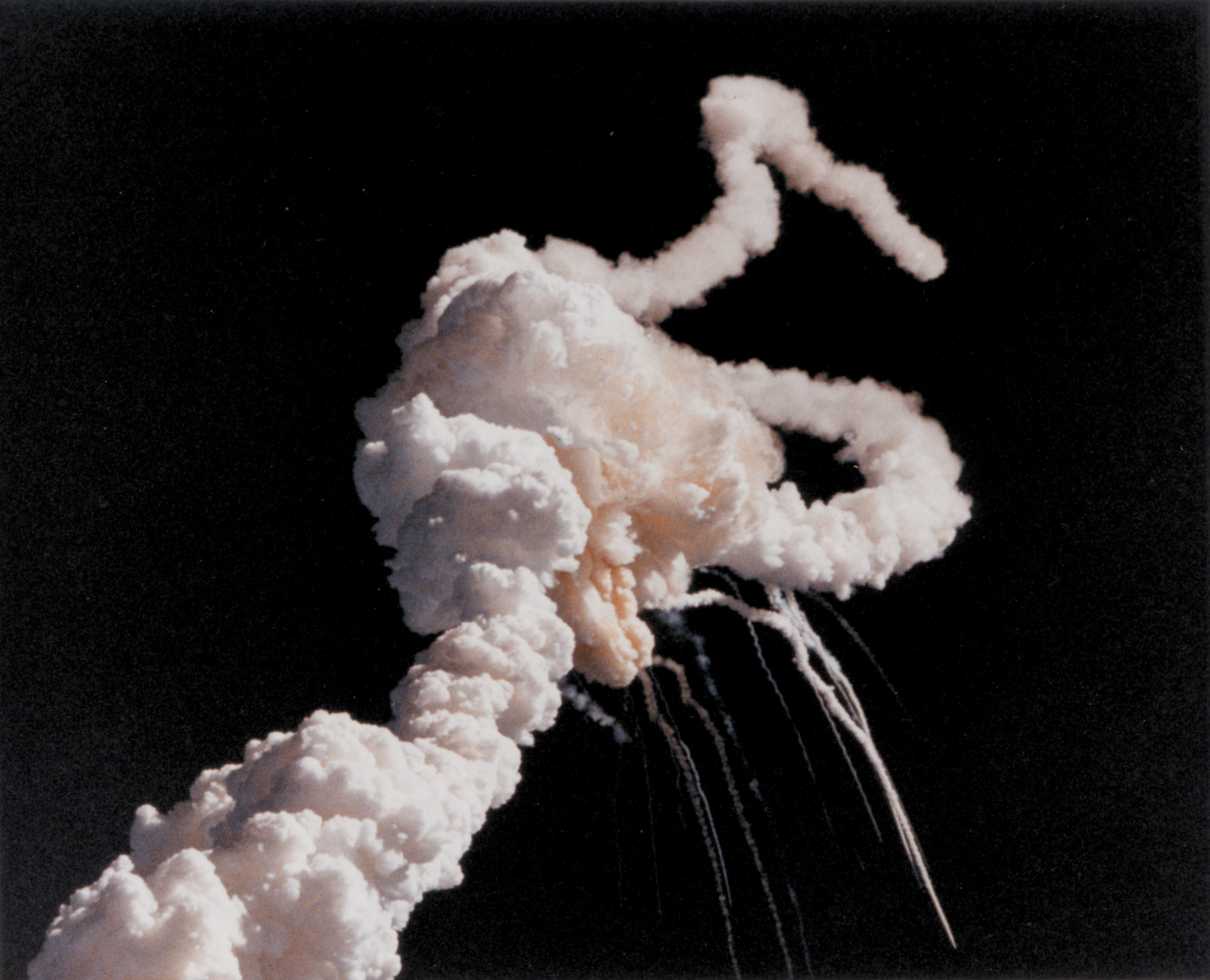
スペースシャトルチャレンジャー号爆発事故(1986)

- 935年（承平4年12月21日） - 紀貫之が『土佐日記』の旅に出立。
- 1077年 - カノッサの屈辱: ローマ教皇グレゴリウス7世が神聖ローマ皇帝ハインリヒ4世の破門を解除。
- 1393年 - 燃える人の舞踏会: フランス王妃イザボー・ド・バヴィエール主催の舞踏会で火災が発生し4人の貴族が焼死。
- 1502年 - 越後南西部地震が発生。現在の新潟県上越市で死者多数。
- 1521年 - ヴォルムス帝国議会開始。
- 1549年（天文17年12月30日） - 長尾景虎（後の上杉謙信）が家督を継ぎ春日山城へ入城する。
- 1547年 - イングランド王ヘンリー8世が死去。エドワード6世が即位。戴冠は2月20日。
- 1671年 - パナマのパナマ・ビエホが、イギリスの海賊ヘンリー・モーガンによって襲撃、焼き討ちされる。
- 1754年 - ホレス・ウォルポールが友人あての書簡の中で初めてセレンディピティという言葉を使う。
- 1813年 - ジェーン・オースティンの長編小説『高慢と偏見』がイギリスで発刊。
- 1819年 - トーマス・スタンフォード・ラッフルズがシンガポールに上陸[1]。
- 1871年 - 普仏戦争: パリ包囲戦（英語版）が終結。プロイセンがパリを占領。
- 1871年（明治3年12月8日） - 横浜毎日新聞が創刊（日本初の日刊新聞）。
- 1902年 - アンドリュー・カーネギーが1億ドルを投じてカーネギー研究所を設立。
- 1905年 - 日本政府が竹島を「島根県隠岐島司の所管の竹島」と閣議決定。
- 1909年 - 米西戦争以来キューバに駐留していた米軍が撤退。
- 1912年 - 白瀬矗南極探検隊が南緯80度5分西経154度に到達。その一帯を「大和雪原（やまとゆきはら）」と命名[2]。
- 1915年 - アメリカで税関監視艇局と救命局を統合して沿岸警備隊を設置。
- 1918年 - ロシアの人民委員会議が労農赤軍の創設を布告。
- 1921年 - エトワール凱旋門の下に無名戦士の墓が作られる。
- 1925年 - 皇太子殿下（昭和天皇）のご成婚を記念して、上野公園・上野動物園が宮内省から東京市に下賜される。
- 1927年 - 宮崎県小林町で大火[3]1200棟焼失。
- 1932年 - 第一次上海事変: 日本海軍陸戦隊と中国19路軍が上海で衝突。
- 1938年 - ルドルフ・カラツィオラがアウトバーンで公道上の最高速度記録432.7km/hを記録。
- 1945年 - 第二次世界大戦: ビルマ公路を通った最初のトラックが中国国境に到着。
- 1946年 - 東急小田原線列車脱線転覆事故。死者30名、重軽傷者165名。
- 1947年 - 宮城前広場で吉田内閣打倒・危機突破国民大会が開催。2.1ゼネスト直前の時期であり30万人が参加[4]。
- 1948年 - 女王丸遭難事件: 関西汽船・女王丸が瀬戸内海で機雷に触れ沈没。死者行方不明183人。
- 1953年 - 銀座チョコレートショップ爆発火災。
- 1955年 - 民間6単産が春季賃上げ共闘会議総決起大会を開催。春闘の始まり。
- 1956年 - 「万国著作権条約」が日本で公布。
- 1958年 - レゴ社のゴッドフレッド・キアク・クリスチャンセンがレゴブロックの基本構造に関する特許を出願。
- 1970年 - 当時共に大関の玉乃島改め玉の海（第51代）、北の富士（第52代）が同時に横綱昇進。
- 1973年 - ベトナム戦争終結のための「パリ協定」が発効。
- 1979年 - 三菱銀行人質事件: 1月26日、三菱銀行北畠支店に猟銃を持った男が押し入り、警官2人と行員2人を殺害し、人質を取って立てこもっていた事件で、大阪府警第二機動隊零中隊が犯人を射殺し、人質25人全員を救出した。
- 1985年 - USAフォー・アフリカによる『ウィ・アー・ザ・ワールド』のレコーディングが行われる。
- 1985年 - 犀川スキーバス転落事故。
- 1986年 - スペースシャトルチャレンジャー号爆発事故: 打ち上げから73秒後にシャトルが爆発し、搭乗していた7名のアメリカ人宇宙飛行士全員が亡くなった[5]。
- 1986年 - 松島トモ子がドキュメンタリー番組のロケで訪れたアフリカで、ライオンに噛まれる。後日、ヒョウにも噛まれる[6]。
- 1998年 - フォードがボルボの乗用車部門買収を発表。後にボルボ・カーズとなる。
- 2000年 - 新潟少女監禁事件：新潟県三条市で1990年11月13日から行方不明になっていた少女がこの日、柏崎市の民家で9年2か月ぶりに発見・保護される。それ以降の捜査で、少女は住民の男によって民家に拉致・監禁されていたことが判明。
- 2006年 - JR東日本がモバイルSuicaのサービスを開始。
- 2010年 - 台湾の囲碁女流棋士謝依旻が史上初の女流三冠独占[7]。
- 2020年 - イギリス政府が、5G通信ネットワークの整備を巡り、中国の通信機器大手華為技術（ファーウェイ・テクノロジーズ）の参入を部分的に容認すると表明[8]。しかし、2020年7月14日、国家安全保障の理由等により、同社の設備は排除される決定が下された[9]。
- 2025年 - 埼玉県八潮市で道路の陥没事故が発生。

## 誕生日

### 人物
- 660年 - アリー・イブン＝アビー＝ターリブ、イスラム教の第4代正統カリフ同教シーア派の初代イマーム（+ 661年）
- 1457年 - ヘンリー7世、イングランド王（+ 1509年）
- 1540年 - ルドルフ・ファン・コーレン、数学者（+ 1610年）
- 1608年 - ジョヴァンニ・ボレリ、物理学者（+ 1679年）
- 1611年 - ヨハネス・ヘヴェリウス、天文学者（+ 1687年）
- 1627年（寛永3年12月11日） - 徳川光貞、第2代和歌山藩主、徳川吉宗の父（+ 1705年）
- 1638年（寛永14年12月14日） - 前田利明、第2代大聖寺藩主、（+ 1692年）
- 1695年（元禄7年12月14日） - 黒田長貞、第4代秋月藩主、（+ 1754年）
- 1701年 - シャルル＝マリー・ド・ラ・コンダミーヌ、地理学者（+ 1674年）
- 1712年（正徳1年12月21日） - 徳川家重、江戸幕府第9代将軍（+ 1761年）
- 1739年（元文3年12月19日） - 脇坂安親、第7代龍野藩主、（+ 1810年）
- 1784年 - ジョージ・ハミルトン＝ゴードン、政治家、イギリス首相（+ 1860年）
- 1791年 - フェルディナン・エロルド、作曲家（+ 1833年）
- 1791年 - ジェームズ・スターリング、初代西オーストラリア州総督、イギリス海軍提督（+ 1865年）
- 1833年 - チャールズ・ゴードン、軍人（+ 1885年）
- 1833年（天保3年12月8日） - 細川興貫、第9代谷田部藩主、（+ 1907年）
- 1838年 - ジェームズ・クレイグ・ワトソン、天文学者（+ 1880年）
- 1847年 - ジョージ・ライト、プロ野球選手（+ 1937年）
- 1848年（弘化4年12月23日） - 森忠典、第11代赤穂藩主、（+ 1883年）
- 1858年 - ユージン・デュポア、人類学者（+ 1940年）
- 1873年 - シドニー＝ガブリエル・コレット、作家（+ 1954年）
- 1881年 - 岩崎俊弥、旭硝子創業者（+ 1930年）
- 1882年 - 柴田雄次、化学者、東京大学名誉教授（+ 1980年）
- 1882年 - 百武源吾、海軍軍人、海軍大将、第7代九州帝国大学総長（+ 1976年）
- 1884年 - オーギュスト・ピカール、物理学者（+ 1962年）
- 1885年 - ルイス・ネルソン・ドリール、クラリネット奏者（+ 1949年）
- 1886年 - 八木秀次、工学者（+ 1976年）
- 1887年 - アルトゥール・ルービンシュタイン、ピアニスト（+ 1982年）
- 1887年 - ロバート・フランクリン・ストラウド、犯罪者、鳥類研究家（+ 1963年）
- 1892年 - エルンスト・ルビッチ、映画監督（+ 1947年）
- 1898年 - 池田正之輔、政治家（+ 1986年）
- 1898年 - 安田徳太郎、医師、歴史家（+ 1983年）
- 1901年 - 高橋新吉、ダダイスト詩人（+ 1987年）
- 1903年 - 西堀栄三郎、無機化学者、登山家（+ 1989年）
- 1903年 - 斎藤昇、官僚、政治家、第46・48代厚生大臣、第28代運輸大臣、初代警察庁長官（+ 1972年）
- 1907年 - メリタ・ブルナー、フィギュアスケート選手（+ 2003年）
- 1907年 - 藤野恒三郎、医学者、細菌学者、大阪大学名誉教授、神戸学院大学名誉教授（+ 1992年）
- 1910年 - 井口愛子、ピアニスト（+ 1984年）
- 1912年 - ジャクソン・ポロック、画家（+ 1956年）
- 1912年 - 高橋信次、医学者、放射線科医（+ 1985年）
- 1913年 - 神東山忠也、元大相撲力士（+ 1983年）
- 1914年 - 三木鶏郎、作詞家、作曲家（+ 1994年）
- 1914年 - 鈴木彪平、教育者、栃木盲導犬センター（現東日本盲導犬協会）創立者（+ 1980年）
- 1917年 - 望月優子、女優、政治家（+ 1977年）
- 1919年 - 北川石松、政治家（+ 2013年）
- 1922年 - ウンク・A・アジズ、経済学者（+ 2020年）
- 1922年 - 岩波三郎、政治家、元東京都練馬区長（+ 2013年）
- 1922年 - 松田耕平、実業家、東洋工業第3代社長、広島東洋カープオーナー（+ 2002年）
- 1925年 - 森康二、アニメーター、絵本作家（+ 1992年）
- 1925年 - 佐竹一雄、プロ野球選手（+ 2017年）
- 1927年 - 勅使河原宏、映画監督、華道家（+ 2001年）
- 1928年 - 馬場あき子、歌人、文芸評論家
- 1928年 - ジャン＝ミシェル・ダマーズ、ピアニスト、作曲家（+ 2013年）
- 1929年 - クレス・オルデンバーグ、彫刻家（+ 2022年）
- 1929年 - 前川忠男、元プロ野球選手
- 1931年 - 小松左京、SF作家（+ 2011年）
- 1931年 - 須田寬、実業家、元JR東海社長（+ 2024年）
- 1932年 - 宮地惟友、元プロ野球選手
- 1932年 - 田所稔、騎手、調教師（+ 1991年）
- 1935年 - 白川義員、写真家（+ 2022年）
- 1935年 - 須藤美也子、政治家（+ 2018年）
- 1935年 - 吉川一義、映画監督
- 1935年 - デイヴィッド・ロッジ、小説家（+ 2025年）
- 1936年 - イスマイル・カダレ、小説家（+ 2024年）
- 1937年 - 笑福亭仁鶴 (3代目)、落語家（+ 2021年）
- 1938年 - 山浦弘靖、小説家、脚本家
- 1940年 - カルロス・スリム、実業家
- 1941年 - 川崎のぼる、漫画家
- 1941年 - ポール・キパルスキー、言語学者
- 1942年 - 福留功男、フリーアナウンサー
- 1942年 - ショーケ・ディクストラ、フィギュアスケート選手（+ 2024年）
- 1942年 - 安宅敬祐、政治家、元岡山県岡山市長（+ 2020年）
- 1942年 - ハンス＝ユルゲン・ボイムラー、フィギュアスケート選手
- 1943年 - ジョン・ベック、俳優
- 1944年 - 五十嵐敬喜、弁護士
- 1944年 - 和田浩治、俳優（+ 1986年）
- 1944年 - ジョン・タヴナー、作曲家（+ 2013年）
- 1945年 - ロバート・ワイアット、ミュージシャン（ソフト・マシーン）
- 1946年 - 渡辺由自、脚本家
- 1947年 - 西城正三、プロボクサー
- 1947年 - 蒲島郁夫、政治家、政治学者
- 1948年 - ハインツ・フローエ、サッカー選手（+ 2013年）
- 1949年 - 市村正親、俳優
- 1949年 - 白澤政和、社会福祉学者、大阪市立大学名誉教授
- 1949年 - グレッグ・ポポヴィッチ、バスケットボール指導者
- 1950年 - 松前ひろ子、演歌歌手
- 1950年 - 島田信廣、オートレース選手（+ 2007年）
- 1951年 - 小林源文、漫画家
- 1951年 - 石村玉苑、書家
- 1951年 - レオニド・カデニューク、宇宙飛行士
- 1952年 - 三浦友和、俳優
- 1953年 - 鈴木孝成、医師、元コンピューターゲーム作家、プログラマー
- 1954年 - 蒔村三枝子、女優、声優
- 1954年 - ブルーノ・メツ、元サッカー選手、指導者（+ 2013年）
- 1954年 - 塩沢兼人、声優（+ 2000年）
- 1955年 - 佐々木伸彦、官僚
- 1955年 - 広瀬光治、ニットデザイナー
- 1955年 - ニコラ・サルコジ、元政治家、第23代フランス大統領
- 1956年 - 丸尾末広、漫画家
- 1956年 - 新津潔、雀士
- 1957年 - 中村信喬、人形作家
- 1957年 - 畑野君枝、政治家
- 1957年 - ニック・プライス、ゴルファー
- 1958年 - 大嶋一也、元競艇選手
- 1959年 - 佐藤雅一、考古学者
- 1959年 - 今岡均、元プロ野球選手
- 1959年 - フランク・ダラボン、映画監督
- 1960年 - 倉阪鬼一郎、小説家
- 1960年 - 林"VOH"紀勝、ミュージシャン（スターダストレビュー)
- 1961年 - 有川知江、女優、声優
- 1961年 - 須藤昌朋、アニメーター、キャラクターデザイナー
- 1961年 - アーナルデュル・インドリダソン、推理作家
- 1962年 - エボニー・アイズ、ポルノ女優
- 1963年 - 岩坪理江、声優
- 1963年 - 佐々木雅寿、憲法学者
- 1963年 - 清水信明、元プロ野球選手
- 1964年 - 瀬口良夫、海上保安官、海上保安庁長官
- 1965年 - 三遊亭遊雀、落語家
- 1966年 - 水島精二、アニメーション監督
- 1967年 - 鈴木裕史、放送作家、映画評論家
- 1967年 - イシイジロウ、ゲームクリエイター
- 1967年 - 多胡肇、元NHK体操指導者
- 1968年 - サラ・マクラクラン、シンガーソングライター
- 1968年 - ラキム、ラッパー
- 1969年 - 渚あき、女優
- 1969年 - 万乗大智、漫画家
- 1969年 - キャスリン・モリス、女優
- 1971年 - 袁文傑、俳優
- 1971年 - 服巻浩司[10]、声優
- 1972年 - 新庄剛志、元プロ野球選手、監督、タレント
- 1972年 - 小西洋之、政治家
- 1973年 - タチアナ・マリニナ、フィギュアスケート選手
- 1974年 - 小野眞一、ミュージシャン
- 1974年 - 板垣伸、アニメーション監督
- 1974年 - 國光宏尚、実業家
- 1974年 - 後藤心平、アナウンサー
- 1974年 - 鈴木聡彦、アナウンサー
- 1974年 - マグリオ・オルドニェス、元プロ野球選手
- 1975年 - 神谷浩史、声優
- 1975年 - 蔡健雅、シンガーソングライター
- 1975年 - ティム・モンゴメリ、陸上選手
- 1976年 - あざの耕平、ライトノベル作家
- 1976年 - リック・ロス、ラッパー
- 1976年 - 高橋茂雄、お笑い芸人（サバンナ）
- 1976年 - フアン・カルロス・ムニス、プロ野球選手
- 1977年 - 佐藤琢磨、レーシングドライバー
- 1977年 - 松尾陽介、実業家、元お笑い芸人（元ザブングル）
- 1977年 - ライル・オーバーベイ、元プロ野球選手
- 1978年 - ジャンルイジ・ブッフォン、元サッカー選手
- 1978年 - トマス・デラロサ、元プロ野球選手
- 1978年 - 鄭昌明、元プロ野球選手
- 1978年 - シェイマス、プロレスラー
- 1978年 - 春風亭一之輔、落語家
- 1979年 - 川畑要、歌手（CHEMISTRY）
- 1979年 - 小泉深雪、ファッションモデル
- 1980年 - 木村まどか、声優（Aice5）
- 1980年 - ニック・カーター、ミュージシャン（バックストリート・ボーイズ）
- 1980年 - 遠藤保仁、元サッカー選手
- 1980年 - 長田庄平、お笑い芸人（チョコレートプラネット）
- 1981年 - 石田順三、ミュージシャン（SunSet Swish）
- 1981年 - イライジャ・ウッド、俳優
- 1981年 - 乙葉、タレント
- 1981年 - 儀武ゆう子、声優、構成作家
- 1981年 - 星野源、俳優、ミュージシャン
- 1983年 - 藤本綾、元タレント
- 1983年 - 堀口悠紀子、アニメーター、キャラクターデザイナー
- 1983年 - 沙羅、ものまねタレント
- 1984年 - 布川ひろき、お笑い芸人（トム・ブラウン）
- 1984年 - スティーブン・ゴストコウスキー、アメリカンフットボール選手
- 1985年 - 対馬祥太郎、ミュージシャン（NICO Touches the Walls）
- 1985年 - 松澤千晶、 アナウンサー
- 1985年 - 谷元圭介、元プロ野球選手
- 1985年 - 宮間あや、元サッカー選手
- 1985年 - リスベス・トリケット、競泳選手
- 1985年 - J. コール、ラッパー
- 1986年 - 三遊亭好好、落語家
- 1986年 - 朝井麻由美、ライター、編集者、コラムニスト
- 1986年 - 鈴木勇太、プロボウラー
- 1986年 - ジェシカ・エニス、陸上選手
- 1987年 - 富沢恵莉、タレント、声優
- 1988年 - ALiCE、歌手、作曲家（元BeForU）
- 1988年 - 藤沢ちえ、グラビアアイドル
- 1988年 - 坂井将吾、元サッカー選手、指導者
- 1988年 - SANADA、プロレスラー
- 1988年 - A.J.グリフィン、プロ野球選手
- 1989年 - アレッサンドロ・ヴァーリオ、プロ野球選手
- 1990年 - 米田良、俳優
- 1990年 - 田中俊介、タレント、俳優（元BOYS AND MEN）
- 1990年 - 青葉市子、音楽家
- 1990年 - 西村優希、元プロ野球選手、雪合戦選手
- 1990年 - ボグダン・ストイカ、キックボクサー
- 1991年 - 石井未紗、声優
- 1991年 - 三田村春奈、タレント
- 1991年 - 満島みなみ、ファッションモデル
- 1991年 - 横井翔二郎、俳優
- 1992年 - 神谷英慶、プロレスラー
- 1992年 - 寺本愛美、ファッションモデル、女優
- 1993年 - 野間峻祥、プロ野球選手
- 1993年 - ベラ・バザロワ、フィギュアスケート選手
- 1995年 - 中村秀香、アナウンサー
- 1995年 - 脇田もなり、歌手（元Especia）
- 1995年 - 知本真以子、レースクイーン
- 1995年 - 西村歩乃果、マルチタレント、YouTuber
- 1996年 - 樋口黎、レスリング選手
- 1996年 - ソン・ヒョンチョル、プロアイスホッケー選手
- 1997年 - 清水理子、アイドル（虹のコンキスタドール）
- 1998年 - アリエル・ウィンター、女優
- 1999年 - 茶倉璃音、アイドル（元夢幻クレッシェンド）
- 1999年 - 安部裕葵、サッカー選手
- 1999年 - 三澤徹晃、サッカー選手
- 1999年 - 近藤玲奈[11]、声優
- 2000年 - 田中芽衣、ファッションモデル、女優
- 2000年 - 夢乃、ファッションモデル
- 2000年 - ドゥシャン・ヴラホヴィッチ、サッカー選手
- 2001年 - 荒巻美咲、アイドル（元HKT48）
- 2001年 - 最上奈那華、アイドル（元HKT48）
- 2001年 - 鎌田乃愛、野球選手
- 2002年 - 板垣李光人、俳優
- 2002年 - ユ・ソンホ、俳優、歌手
- 2002年 - 森敬斗、プロ野球選手
- 2003年 - ション、アイドル（Billlie）
- 2006年 - 野中ここな、声優（蓮ノ空女学院スクールアイドルクラブ）
- 2007年 - 山﨑玲奈、女優
- 2008年 - 藤岡舞衣、ファッションモデル
- 生年不詳 - 池崎リョウ、声優
- 生年不詳 - 鍵山由佳、歌手
- 生年不詳 - 池崎美穂、声優
- 生年不詳 - 猪瀬明子、声優
- 生年不詳 - 鈴宮早織、声優
- 生年不詳 - 千葉俊哉[12]、声優
- 生年不詳 - 葉山風花、声優（蓮ノ空女学院スクールアイドルクラブ）
- 生年不詳 - 大江戸よし々、声優、ナレーター

### 人物以外（動物など）
- 1970年 - ミスタープロスペクター、競走馬、種牡馬（+ 1999年）
- 2002年 - ディアデラノビア、競走馬
- 2013年 - マカヒキ、競走馬
- 2017年 - レイパパレ、競走馬、繁殖牝馬

## 忌日

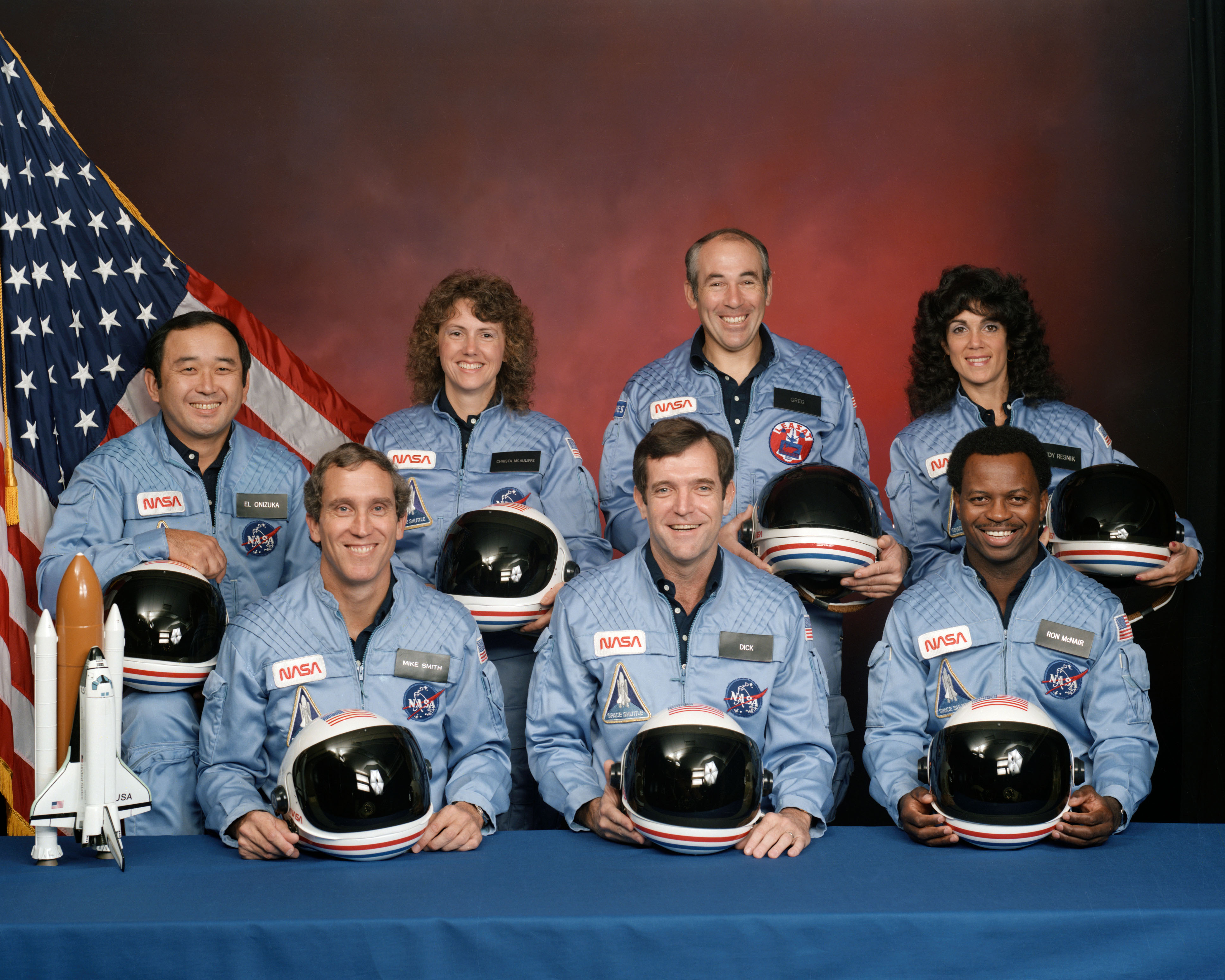
STS-51-Lの宇宙飛行士7名、1986年のチャレンジャー号爆発事故で全員死亡。

- 814年 - カール大帝、カロリング朝フランク王国王（* 742年）
- 1350年（観応元年/貞和5年12月20日） - 上杉重能、南北朝時代の武将
- 1445年 - アンリ・ベルショーズ、画家
- 1547年 - ヘンリー8世、イングランド王（* 1491年）
- 1596年 - フランシス・ドレーク、イギリス海軍軍人（* 1540年頃）
- 1621年 - パウルス5世、第233代ローマ教皇（* 1552年）
- 1650年（慶安2年12月26日） - 細川光尚、第2代熊本藩主（* 1619年）
- 1687年 - ヨハネス・ヘヴェリウス、天文学者（* 1611年）
- 1688年 - フェルディナント・フェルビースト、康熙帝に仕えたイエズス会宣教師（* 1623年）
- 1794年 - アンリ・ド・ラ・ロシュジャクラン、ヴァンデの反乱指導者（* 1772年）
- 1798年 - クリスティアン・ゴットロープ・ネーフェ、作曲家（* 1748年）
- 1829年 - アルプレヒト・ベルブリンガー、発明家、航空研究家（* 1770年）
- 1830年（文政13年1月4日） - 児玉南柯、儒学者（* 1746年）
- 1859年 - ゴドリッチ子爵フレデリック・ジョン・ロビンソン、政治家、イギリス首相（* 1782年）
- 1861年 - アンリ・ミュルジェール、小説家（* 1822年）
- 1864年 - エミール・クラペイロン、物理学者（* 1799年）
- 1865年 - フェリーチェ・ロマーニ、オペラ台本作家（* 1788年）
- 1868年 - アーダルベルト・シュティフター、画家、小説家（* 1805年）
- 1881年 - フョードル・ドストエフスキー、小説家（* 1821年）
- 1889年 - 同慶帝、ベトナム皇帝（* 1864年）
- 1900年 - ハンス・ブルノ・ガイニッツ、地質学者、古生物学者（* 1814年）
- 1903年 - 花柳壽輔 (初代)、日本舞踊家、花柳流創始者（* 1821年）
- 1903年 - オーギュスタ・オルメス、作曲家（* 1847年）
- 1926年 - 三浦梧楼、駐朝鮮公使、枢密顧問官（* 1847年）
- 1926年 - 加藤高明、政治家、第24代内閣総理大臣（* 1860年）
- 1935年 - ミハイル・イッポリトフ＝イワノフ、作曲家（* 1859年）
- 1939年 - ウィリアム・バトラー・イェイツ、詩人、劇作家（* 1865年）
- 1942年 - 荒木寅三郎、医学者（* 1866年）
- 1942年 - 徳山璉、バリトン歌手（* 1903年）
- 1946年 - ヤン・ヴォルチェ、天文学者（* 1891年）
- 1947年 - レイナルド・アーン、作曲家（* 1875年）
- 1949年 - 松本幸四郎 (7代目)、歌舞伎役者（* 1870年）
- 1951年 - カール・グスタフ・エミール・マンネルヘイム、政治家、フィンランド大統領（* 1867年）
- 1956年 - 緒方竹虎、内閣官房長官、副総理（* 1888年）
- 1961年 - 伊藤晴雨、画家（* 1882年）
- 1962年 - 中村時蔵 (4代目)、歌舞伎役者（* 1927年）
- 1965年 - 高橋元吉、詩人（* 1893年）
- 1965年 - 藤田隆治、日本画家（* 1907年）
- 1971年 - ドナルド・ウィニコット、心理学者（* 1896年）
- 1975年 - アントニーン・ノヴォトニー、指導者（* 1904年）
- 1975年 - 山崎定次郎、タンチョウの保護に努めた人物（* 1889年）
- 1976年 - オイヴァ・トゥオミネン、フィンランド空軍のエース・パイロット（* 1908年）
- 1978年 - ラリー・レインズ、プロ野球選手（* 1930年）
- 1980年 - 柴田雄次、化学者（* 1882年）
- 1984年 - 田崎広助、画家（* 1898年）
- 1986年 - ディック・スコビー、宇宙飛行士（* 1939年）
- 1986年 - グレゴリー・ジャービス、エンジニア、宇宙飛行士、アメリカ空軍軍人（* 1944年）
- 1986年 - マイケル・J・スミス、宇宙飛行士（* 1945年）
- 1986年 - エリソン・オニヅカ、アメリカ空軍大佐、宇宙飛行士（* 1946年）
- 1986年 - クリスタ・マコーリフ、教育者、宇宙飛行士（* 1948年）
- 1986年 - ジュディス・レズニック、技術者、宇宙飛行士（* 1949年）
- 1986年 - ロナルド・マクネイア、物理学者、宇宙飛行士（* 1950年）
- 1989年 - 山階芳麿、皇族、鳥類学者、山階鳥類研究所創設者（* 1900年）
- 1989年 - パンチェン・ラマ10世、第10代パンチェン・ラマ（* 1938年）
- 1991年 - ランス・ノリー、アニメーター、脚本家（* 1902年）
- 1992年 - 高瀬将敏、殺陣師（* 1923年）
- 1993年 - ハンナ・ウィルケ、フェミニズム美術のパフォーミング・アーティスト、画家、彫刻家、写真家（* 1940年）
- 1996年 - ヨシフ・ブロツキー、詩人（* 1940年）
- 1997年 - 綱島新八、プロ野球選手（* 1919年）
- 1997年 - エドモン・ド・シュトウツ、指揮者（* 1920年）
- 1997年 - 荒川昇治、プロ野球選手（* 1924年）
- 1998年 - 石ノ森章太郎、漫画家（* 1938年）
- 2000年 - どんと、ミュージシャン（ボ・ガンボス）（* 1962年）
- 2002年 - アストリッド・リンドグレーン、児童文学作家（* 1907年）
- 2004年 - 池田行彦、政治家、第119-120代外務大臣、第50代防衛庁長官、第7代総務庁長官（* 1937年）
- 2007年 - エマ・ティルマン、スーパーセンテナリアン（* 1892年）
- 2007年 - 猪熊重二、政治家（* 1931年）
- 2007年 - カレル・スヴォボダ、作曲家（* 1938年）
- 2007年 - 許瑋倫、女優（* 1978年）
- 2008年 - 田村勝夫、編集者、サイマル出版会創業者（* 1929年）
- 2008年 - 西川正雄、歴史学者（* 1933年）
- 2009年 - 降旗節雄、経済学者、筑波大学名誉教授、帝京大学名誉教授（* 1930年）
- 2009年 - グレン・デービス、陸上競技選手、1956年メルボルン五輪・1960年ローマ五輪金メダリスト（* 1934年）
- 2009年 - 青山孝史、歌手（元フォーリーブス）（* 1951年）
- 2009年 - SABE、漫画家（* 1968年）
- 2009年 - エンジェル・ワイナイナ、女優、ラッパー、ラジオパーソナリティ（* 1983年）
- 2010年 - 山元峯生、実業家、元全日空輸（ANA）社長（* 1945年)
- 2010年 - 戸部けいこ、漫画家（* 1957年)
- 2010年 - 松村劭、陸上自衛官、軍事評論家（* 1934年)
- 2011年 - マーガレット・プライス、ソプラノ歌手（* 1941年）
- 2012年 - 友部達夫、政治家、元オレンジ共済組合理事長（* 1928年）
- 2013年 - 井上昭文、俳優（* 1927年）
- 2014年 - 坂崎一彦、元プロ野球選手（* 1938年）
- 2015年 - イヴ・ショーヴァン、化学者、ノーベル化学賞受賞者（* 1930年）
- 2015年 - 岩田靖夫、哲学研究者、東北大学名誉教授、仙台白百合女子大学名誉教授（* 1932年）
- 2015年 - 中山康樹、音楽評論家（* 1952年）
- 2017年 - クルト・ザメトレイター、武装親衛隊員（* 1922年）
- 2017年 - 正木進三、昆虫学者、弘前大学名誉教授、元日本昆虫学会会長（* 1927年）
- 2018年 - ジーン・シャープ、政治学者、マサチューセッツ大学名誉教授（* 1928年）
- 2019年 - 金福童、活動家、元慰安婦（* 1926年）
- 2020年 - オトマール・マーガ、指揮者（* 1929年）
- 2020年 - ダイアン・ソーン、女優、モデル（* 1936年）
- 2020年 - クリス・ドールマン、NFL選手（* 1961年）
- 2020年 - 大坪草次郎、音楽映像監督（* 1965年）
- 2020年 - ナルシソ・エルビラ、プロ野球選手（* 1967年）
- 2021年 - 王綬琯、天体物理学者、中国天文学会第5期理事長（* 1923年）
- 2021年 - シシリー・タイソン、女優（* 1924年）
- 2021年 - パウル・クルッツェン、大気化学者、ノーベル化学賞受賞者（* 1933年）
- 2021年 - 大橋太朗、実業家、元阪急電鉄（現阪急阪神ホールディングス）社長（* 1939年）
- 2022年 - リチャード・L・ダッチスワ、実業家、元アーリントンパーク競馬場オーナー（* 1921年）
- 2022年 - ヴェルナー・グロスマン、ドイツ民主共和国（旧東ドイツ）国家保安省スパイ、元偵察総局局長（* 1929年）
- 2022年 - 小松健男、実業家、元ロイヤルホテル社長（* 1930年）
- 2023年 - 田川律、音楽評論家、料理研究家、翻訳家、舞台監督（* 1935年）
- 2023年 - トム・ヴァーレイン、ミュージシャン、ソングライター（* 1949年）
- 2023年 - リサ・ローリング、女優（* 1958年）
- 2024年 - 水野瑞夫、薬学者、第7代岐阜薬科大学学長、同大学名誉教授（* 1929年）
- 2024年 - ルイス・テハダ、サッカー選手（* 1982年）
- 2025年 - 池田幹幸、政治家（* 1941年）
- 2025年 - 原武博之、アナウンサー（* 1948年）
- 2025年 - 森永卓郎、経済アナリスト（* 1957年）

## 記念日・年中行事
- データ・プライバシーの日（英語版）
アメリカ・カナダと欧州27か国の公的機関や企業が2008年から実施。
- 衣類乾燥機の日（ 日本）
日本電機工業会が1994年に制定。「いるい(1)ふん(2)わり(8)」の語呂合せ。
- コピーライターの日（ 日本）
1956年のこの日に日本で公布された万国著作権条約で(C)マークが制定されたことにちなみ、コピーライト(copyright)をコピーライター(copywriter)にかけたもの。
- 宇宙からの警告の日（ 日本）
1986年のスペースシャトル・チャレンジャー号爆発事故にちなむ。作家・大江健三郎は『治療塔』の中でこの事故を「宇宙意志からの警告」と表現した。
- セレンディピティの日（ 日本）
1754年のこの日、ホリス・ウォールポールが初めてこの単語を使った事から、一般社団法人日本セレンディピティ協会が制定した。
- 初荒神（ 日本）
毎月28日は三宝荒神の縁日で、一年で最初の縁日が「初荒神」。
- 初不動（ 日本）
毎月28日は不動明王の縁日で、一年で最初の縁日が「初不動」。